# 黄緑

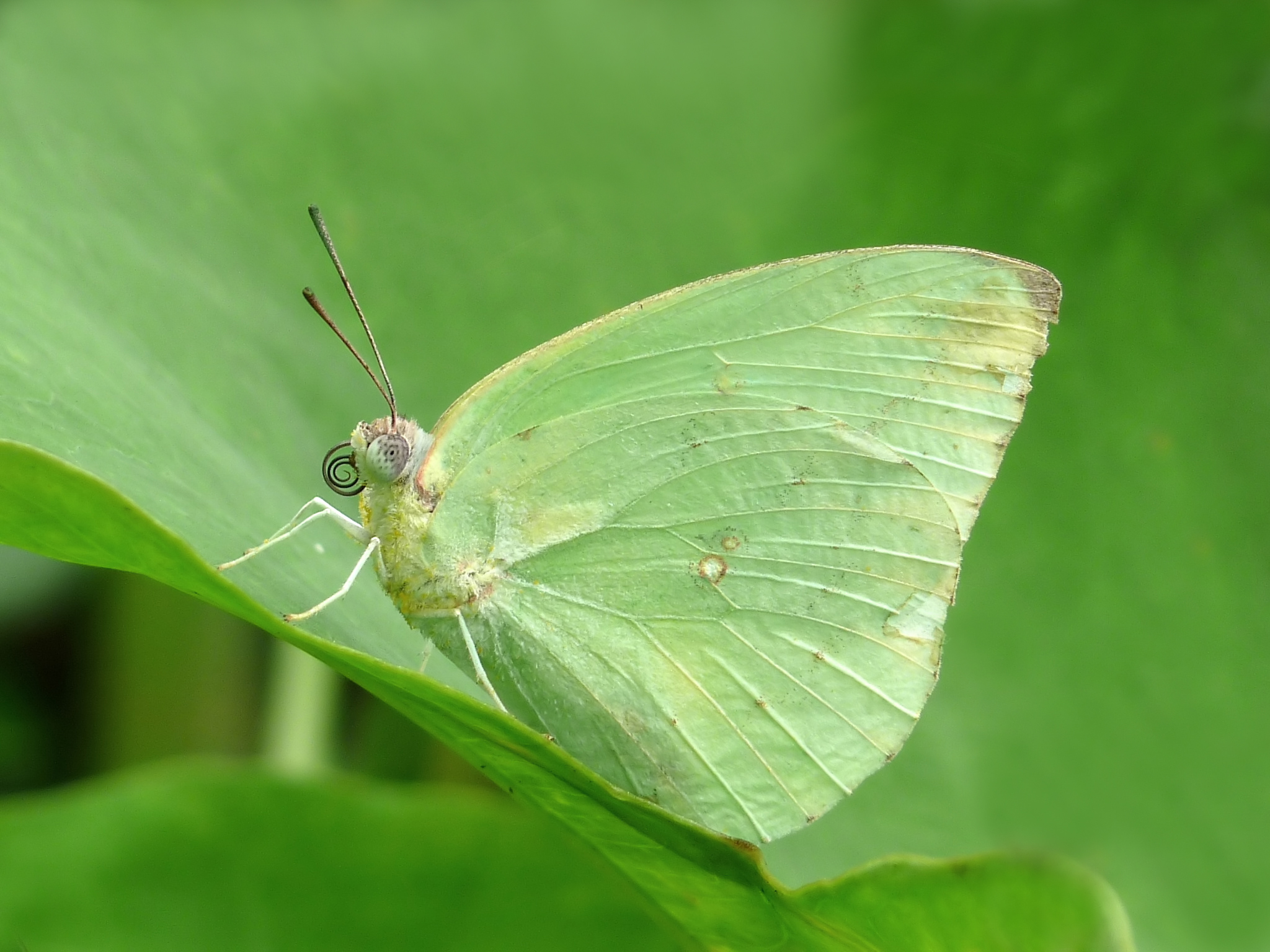
ウスキシロチョウ

黄緑（きみどり、おうりょく）は、黄色と緑の間色。
「黄緑」の歴史は浅く、明治時代に使われ始めた複合語である。
「黄緑」を示す単色光の波長は、およそ545nmから565nm程度であり、短波長になるほど緑みがかった色に、長波長になるほど黄みがかった色になる。
下の色見本で、左は黄みの黄緑、右は緑みの黄緑である。
|  |  |

右はJISで定められたマンセル値に基づき再現された色見本である。
明度が違う黄緑色を2つ並べた場合、ベゾルト-ブリュッケ現象により、波長が同じであっても、明るい方の色は黄色に近く、暗い方の色は緑色に近く見える。LEDなどの光源色の黄緑色が、色鉛筆や絵具など、物体色の黄緑色よりも黄色がかって見えるのはこの現象による。なお、電化製品などで一般的に「緑」と書かれているLED（多くの場合、電源などの状態で赤または橙色と緑色のいずれかに光る）の波長は565nmで、黄緑色の領域である。

## 黄緑色と色覚異常
色覚異常の場合、色覚の特性や照明、その色明るさ等によっては、黄緑色は橙色・黄色のいずれかに見える場合も多い。多くの場合、黄緑色と黄色はほとんど同じ色である。当事者への配慮として色による分類や地図などには、黄緑色と黄土色の併用など混同する可能性が高い色の組み合わせは避けることが望ましい。実際、この記事の「マンセル値に基づき再現された黄緑色」は、色覚異常の者の中に、黄土色や暗い黄色との区別が非常に困難である者も多い。あえて黄緑色を使う際は、緑色に近い黄緑色を使うことで、軽度の色覚異常者であれば黄色や橙色との混同をさけることができるが、強度の色覚異常者には緑色に近い黄緑色であっても識別は難しい。
同明度で薄い橙色・黄緑色・青緑色を並べた際、正常色覚の人には黄緑色と青緑色の区別は難しい一方、黄緑色と橙色は全く違う色に見える。しかし、色覚異常の人には橙色と黄緑色がよく似た色に見える一方、青緑色は全く別の色に見える。これは「赤と緑」「青と黄色」という心理4原色の対比のうち、正常色覚者は「赤と緑」の対比が優勢であるのに対し、色覚異常者は「青と黄色」の対比が優勢であることによる。橙色と黄緑色はどちらも黄色みを共有しており、前者が赤みを、後者が緑みを帯びている。それに対し、黄緑色と青緑色はどちらも緑みを共有しており、前者が黄みを、後者が青みを帯びている。色覚の違いによって、見分け易さの異なる典型である。
また、青みの濃い一般的な緑は相対的に低明度だから白との対照が目立つのに対して、黄緑色は相対的に高明度であり、白ではなく黒との対比・対照の方が目立つ色である。

## 近似・関連色
- 緑
- 黄色
- リーフグリーン
- サップグリーン(黄草色)